# Eurydice dollfusi
Eurydice dollfusi is een pissebed uit de familie Cirolanidae. De wetenschappelijke naam van de soort is voor het eerst geldig gepubliceerd in 1930 door Monod.